# منصف ويشاوي
 منصف ويشاوي (1977 الجزائر) هو لاعب كرة قدم جزائري.

## روابط خارجية
- منصف ويشاوي على موقع قاعدة بيانات كرة القدم.إي يو (الإنجليزية)
- منصف ويشاوي على موقع ناشيونال فوتبول تيمز (الإنجليزية)